# Brandon Flowers
Brandon Richard Flowers (Las Vegas, 1981. június 21. –) a Las Vegas-i The Killers nevű rockegyüttes frontembere.

## A kezdetek
Brandon Flowers a nevadai Hendersonban született 1981. június 21-én hat gyermek közül a legfiatalabbként. Szülei skót és litván származásúak, édesanyja neve Jean Yvonne (née Barlow), édesapjáé pedig Terry Austin Flowers. Egy bátyja van, Sean, és négy nővére, név szerint April, Shelly, Amy és Stephanie. 8 éves koráig Hendersonban éltek, majd Nephibe költöztek, Utah-ba, ahol Flowers elkezdte a középiskolát, majd a nagynénjéhez költözött Las Vegasba.
 2001-ben feloszlott az első együttese, a Blush Response, mert nem akart a többiekkel Los Angelesbe költözni.

## Karrier

### The Killers (2001-napjainkig)
Brandon jelentkezett egy újsághirdetésre, amit Dave Keuning tett közzé 2001-ben, és ennek következtében alakult a Killers. Néhány rövid életű basszusgitáros és dobos után, Flowershez és Keuninghoz csatlakozott Mark Stoermer, mint basszusgitáros, és Ronnie Vannucci, mint dobos. Ezzel 2002-ben teljes lett a banda. 2002 és 2013 között 4 egymásutáni listavezető albumot jelentettek meg, és több mint 15 millió lemezt adtak el világszerte. Flowers írta a dalszövegét az "All These Things That I've Done" című dalnak, és első helyen végzett a Daily Telegraph újság "100 minden idők legjobb dala" listáján, ráadásul ennek következtében megkapta az együttes az első Grammy jelölését. 2013 novemberében a fiúk kiadtak egy válogatás albumot a legjobb dalaikkal, Direct Hits névvel.
2010. július 4-én a Killers fellépett a Fehér Ház "Salute to the Military", azaz "Tisztelgés a Katonaságnak" nevezetű koncerten, ahol előadták a 'God Bless America' című dalt, és még néhány kedvenc sajátjukat.
2013. június 22-én felléphettek a 90 ezer férőhelyes Wembley Stadionban, ami a mai napig a legnagyobb koncertjüknek tekinthető. 
A kanadai-amerikai dalszövegíró, Rufus Wainwright írt egy dalt Brandonról "Tulsa" címmel, és az ötödik albumán, a Release the Stars-on jelent meg. Wainwright több interjúban elmondta, hogy a dal ihletője a Brandonnal való első találkozása volt Tulsa-ban, Oklahomában.
Sir Elton John Brandont a számára top 5 hős közé sorolta. 
Bono, a U2 frontembere a következőképpen írta le Brandon hangját a The Globe and Mail újságnak: "Ő kell nekünk a rádióban... Az ő hangja!"

### Flamingo (2010)
A Flamingo Brandon első önálló lemeze, 2010. szeptember 3-án jelent meg. Világszerte 10 országnál, a top 10 album közé került, köztük az Egyesült Királyságban, ahol első helyen végzett. Az első kislemez az albumról, a "Crossfire", ami június 21-én jelent meg (Flowers születésnapja). Ez Brandon ötödik top 10-be kerülő kislemeze, beleértve a Killers-el való munkáját. A dalhoz készült videót Charlize Theron színésznővel forgatták, és jelölték a Legjobb Videó kategóriában az NME Awards-on. A Flamingo volt Flowers negyedik egymásutáni stúdióalbuma, ami elérte az első helyet a brit listákon, ismét beleértve a Killers-el való munkát, akikkel időközben újabb első helyezést értek el az Egyesült Királyságban.
2010-ben Brandon koncertezett a Shimmer Showroomban Las Vegasban, és ez a fellépés elnyert egy helyezést a SPIN magazin "Top 15 Legjobb Show A Nyáron" című listáján. A SPIN szintén megemlítette Flowerst a "Top 25 Legjobb Őszi Turné"/"Kötelező Őszi Turnék" listákon.
Turnék közben voltak különleges sztárvendégei, beleértve Andy Summerst (The Police), Fran Healyt (Travis), és Stuart Pricet.

### The Desired Effect (2015)
Brandon Twitteren keresztül közölte rajongóival, hogy 2015. május 18-án érkezik második szólólemeze. "2015. május 18-án végre fizikai testet ölt a The Desired Effect. Ariel és én együttműködtünk a stúdióban, dolgoztunk a kommunikáció, a vita, s végül az édes bűnbánat szellemében. Még senki sem látta vagy hallotta a változást. De hamarosan mindannyian fogjuk. BF 81" – írta Brandon a közösségi oldalon.
Március 23-án érkezett meg az első dal a korongról, a "Can't Deny My Love", amihez 1 héttel később videó is társult.
Nem olyan sokkal később, április 13-án máris újabb dalhoz készült videó, mégpedig a "Still Want You"-hoz.
Április 27-én, a Vámpírnalók sztárja, Penelope Mitchell főszereplésével, megjelent a harmadik videóklip is, a "Lonely Town" című dalhoz.
Május 4-én nyilvánosságra került az "I Can Change" című szerzemény is, amihez az album megjelenése után, május 21-én érkezett egy dalszöveges videó is.

## Magánélet
Flowers 2005. augusztus 2-án Hawaii-n feleségül vette Tana Brooke Munblowsky-t, 2007. július 14-én megszületett fiúk, Ammon Flowers. 2009. július 28-án megszületett második gyermekük, Gummar. Végül pedig harmadik kisfiuk is világot látott 2011. március 9-én, és a Henry nevet kapta.
Flowers Az Utolsó Napok Szentjeinek Jézus Krisztus Egyháza-nak tagja.
2010 februárjában édesanyja meghalt. Az asszony 64 éves volt, két éve küzdött a rákkal, a szervezete azonban most feladta a küzdelmet – jelentette a Spin.com. Emiatt az együttes számos nemzetközi fellépést is lemondott.

## Diszkográfia

### Stúdióalbumok
- 2004 – Hot Fuss
- 2006 – Sam's Town
- 2007 –Sawdust
- 2008 – Day & Age
- 2012 – Battle Born

### Szólóban
- Flamingo

### Kislemezek
- 2010 – Crossfire
- 2010 – Only The Young
- 2011 –Sawdust Jilted Lovers & Broken Hearts

## Turnék
- Flamingo Road Tour (2010)

## Jótékonysági hozzájárulások
2006 óta, a Killers minden évben megjelentet egy karácsonyi témájú kislemezt és videóklipet, aminek a bevétele a Product Redhez megy, ami arra törekszik, hogy felhívja a figyelmet a HIV/AIDS fertőzések kiküszöbölésére Afrikában.